# Домой! (альбом «Ва-Банка»)
«Домой!» — студийный альбом русской рок-группы «Ва-Банкъ». Презентация альбома состоялась 15 ноября 1997 года во Дворце культуры имени Горбунова.

## Список композиций
Все песни за исключением отмеченных написаны музыкантами группы.
| №   | Название                                   | Длительность |
| --- | ------------------------------------------ | ------------ |
| 1.  | «Война»                                    | 4:09         |
| 2.  | «Невские мосты 2»                          | 4:21         |
| 3.  | «Летучая мышь»                             | 5:28         |
| 4.  | «Осень»                                    | 4:51         |
| 5.  | «Солдат»                                   | 5:24         |
| 6.  | «Дети» (слова – Саша Чёрный)               | 2:28         |
| 7.  | «Весна»                                    | 4:23         |
| 8.  | «Бомбардиры» (автор - Юлий Ким)            | 2:07         |
| 9.  | «Маршруты Московские»                      | 4:40         |
| 10. | «Пойло»                                    | 3:59         |
| 11. | «Робинзон Крузо» (автор - Евгений Головин) | 7:40         |
| 12. | «Арал» (слова - Алексей Никитин)           | 2:28         |

## Участники записи
| - Александр Ф. Скляр - Егор Никонов - Алик Исмагилов - Андрей Белизов - Роберт «Дед» Редникин - Дядя Вова Родзянко - Юрий Селиков | Приглашённые музыканты - Александр Солич - Константин Кинчев - Владимир Шахрин - Дмитрий «Сид» Спирин - Алексей Никитин - Павел Кузин | - Пётр «Петюня» Тихонов - Дмитрий Сланский - Игорь Мялик - Алексей Безлепкин - Александр Казаченков - Александр Неронов |